# Kačka strakatá
Kačka strakatá (též kačka pestrá nebo kachna strakatá; Histrionicus histrionicus – z latinského histrio = herec) je malý druh vrubozobého ptáka a jediný žijící zástupce rodu Histrionicus.

## Taxonomie

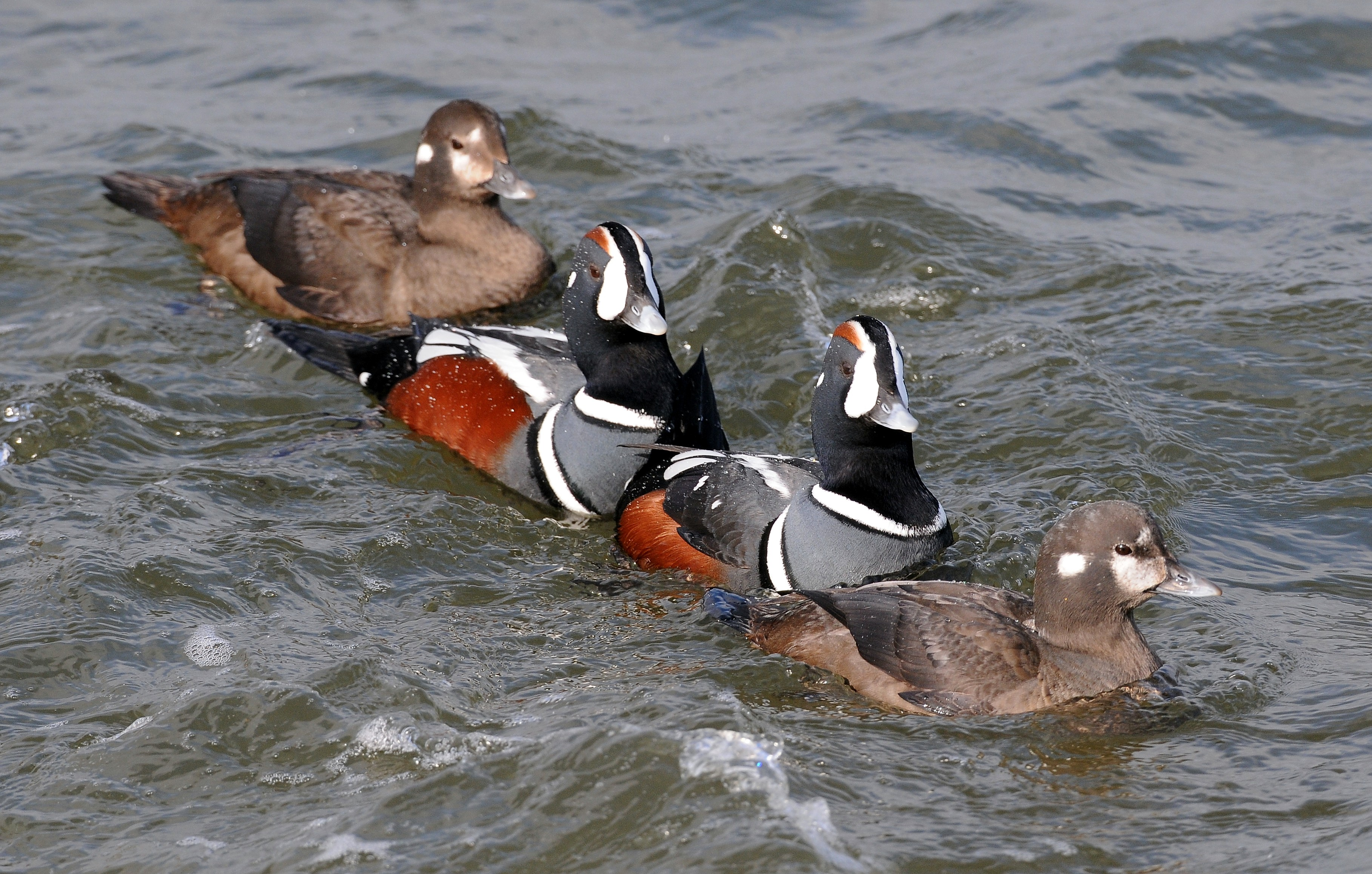
Dva samci (uprostřed) a samice

Kačku strakatou poprvé popsal Linné v roce 1758 a jedná se o monotypický druh z rodu Histrionicus. Monotypický rod je, laicky řečeno, rod s jediným podřazeným taxonem. V dřívější době existovaly i jiné druhy, avšak dochovaly se jen jejich fosílie, které byly často nalézány na území Spojených států, především v Kalifornii. Tyto druhy již vyhynuly a zbyla pouze kačka strakatá. V současnosti jsou uváděny dva poddruhy kačky strakaté. Ty se liší hlavně v geografickém rozšíření.
- Kačka pestrá atlantská (Histrionicus histrionicus histrionicus)
- Kačka pestrá tichomořská (Histrionicus histrionicus pacificus)

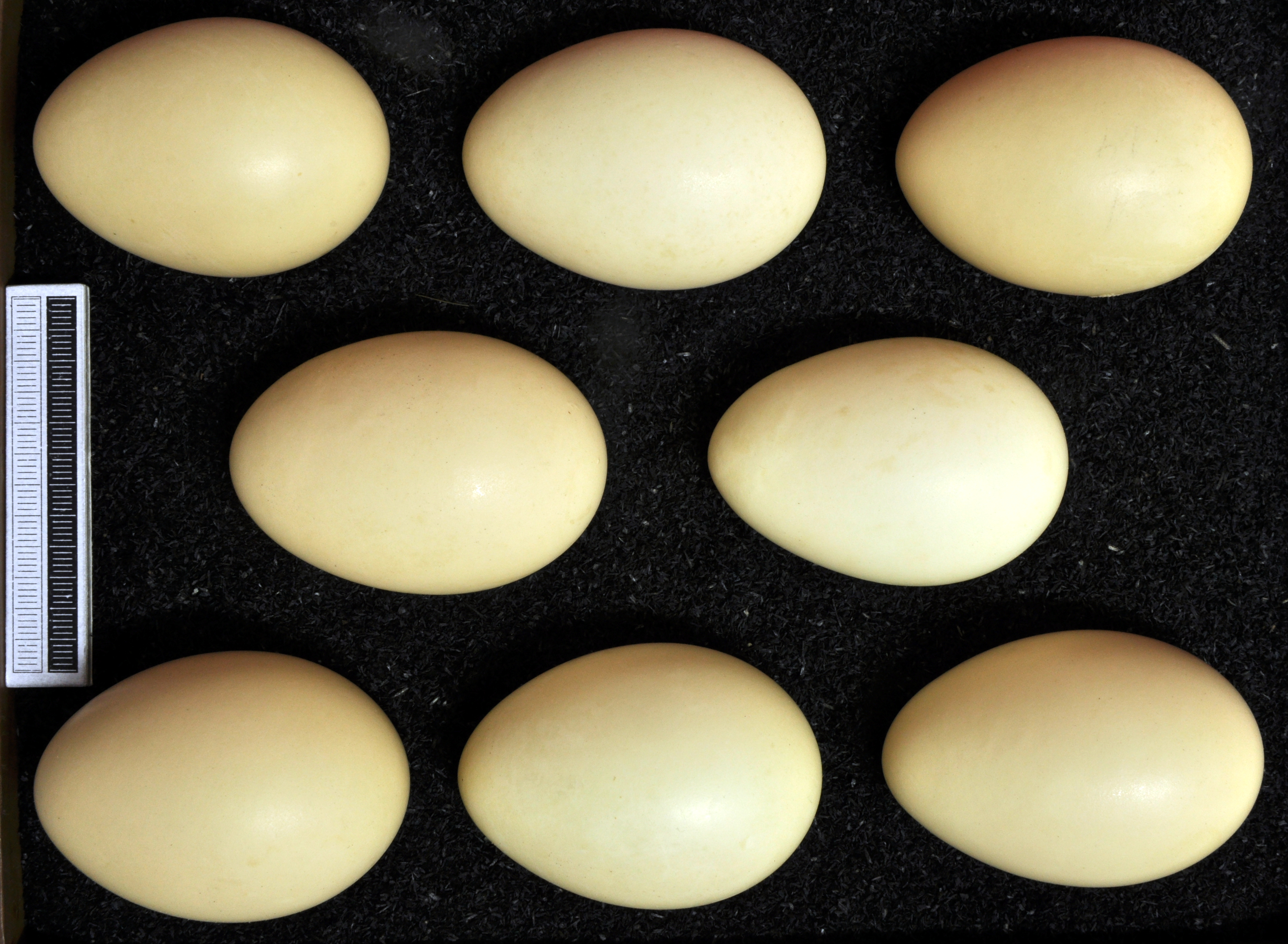
Vejce kaček strakatých

## Popis
Dorůstá 38–45 cm a váží 526–675 g. Jedná se o velmi malou a pestře zbarvenou kachnu s výrazným pohlavním dimorfismem. Samec má přední polovinu těla převážně šedomodrou s bílými pruhy a typickou bílou skvrnou za okem. Zadní část boků je kaštanově hnědá. Naopak samice je šedohnědá s bělavou hrudí (ta u samců v prostém šatě chybí) a se třemi bílými skvrnami na hlavě. Mláďata a nevyzrálí jedinci se podobají spíše samicím.

## Ekologie
Hnízdí u chladných, rychle tekoucích toků na severozápadě a severovýchodě Severní Ameriky, Islandu, v Grónsku a východní Asii. Je tažná, zimuje převážně na skalnatých pobřežích Tichého a Atlantského oceánu a vzácně zaletuje též na území západní a střední Evropy.
 Na území Česka se tento druh nevyskytuje. Na Slovensku byl jediný samec uloven v roce 1867 u Holíče.
Po potravě, kterou tvoří měkkýši, korýši a vodní hmyz, pátrá pod vodou. Pohlavně dospívá ve věku 2 let a je sezonně monogamní. Do hnízda, které bývá skryté v husté vegetaci, klade 5–8 vajec, na kterých sedí 27–29 dnů. Mláďata jsou pak opeřena ve věku 40–50 dnů.